# Brookita
La brookita es un mineral con fórmula química  TiO2. Pertenece al grupo de los óxidos, cristaliza en sistema ortorrómbico, tiene una dureza de 5,5-6 en la escala de Mohs, fractura subconcoidea, exfoliación débil, brillo adamantino y raya blanca, gris, o amarillenta. Se trata de una de las tres formas minerales del dióxido de titanio, junto con la anatasa y el rutilo. La belleza de algunos de los cristales de este mineral, especialmente los que pertenecen a la variedad arkansita, ha hecho de él un objeto muy valorado por los coleccionistas.

## Descubrimiento del mineral y etimología de la nomenclatura
Descubierta por A. Levy en 1925 en una zona situada entre Beddegelet y Tremadoc, a unos 13 kilómetros de Snowden, en el País de Gales, Reino Unido, este mineral recibió su nombre en honor del mineralogista inglés Henry Brooke (1771-1857).

## Una sola fórmula para tres minerales diferentes
La composición química de la brookita es exactamente la misma que la del rutilo y la de la anatasa. Sin embargo, las diferentes condiciones de cristalización de cada uno de estos tres minerales les propician de la aparición de distintos tipos de cristales.
En el caso de la brookita el factor fundamental de diferenciación es la temperatura a la que cristaliza: si se calienta un cristal de brookita hasta temperaturas cercanas a los 750 º C, ésta se transforma directamente en rutilo.
Esta característica de poseer una misma composición química pero diferente estructura cristalina es la que define lo que los científicos llaman serie trimórfica del óxido de titanio.

## Formación y presencia de la brookita

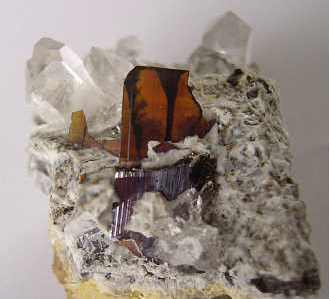
Brookita de Pakistán

La brookita pertenece al grupo de los minerales denominados hidrotermales, esto es, que se forman por procesos de disolución y precipitación relacionados con la solidificación del magma en las fisuras de rocas preexistentes. Este origen hace posible que el mineral pueda encontrarse en las vetas y filones que se forman en las grietas y cavidades de las rocas, donde generalmente suelen tapizar las paredes. También es posible hallar diminutos cristales de este mineral en muchas rocas sedimentarias, donde se forma como mineral de alteración.

## Aplicaciones y síntesis industrial de la brookita
En las últimas décadas, el interés por la brookita ha ido en aumento a causa de las numerosas aplicaciones del titanio y sus óxidos. Sintetizada en laboratorio, su producción industrial ha adquirido gran importancia.
Generalmente la brookita se presenta en la naturaleza en cantidades demasiado pequeñas como para ser explotada como mena de titanio, pese a que el 54,94% de su peso corresponde a este elemento.
En los laboratorios de investigación sobre nuevos materiales se han sintetizado cristales de brookita con fines industriales.

### Aplicaciones
El interés por esta síntesis radica en que el óxido de titanio posee actividad catalítica y fotocatalítica, de manera que es posible emplearlo en numerosos procesos tecnológicos entre los que se encuentra la protección de superficies metálicas. El proceso de producción de la brookita se basa en la reacción entre el cloruro de titanio (TiCl4) y el ácido clorhídrico (HCl), que permite la cristalización de la brookita en su característico sistema rómbico.

### Nanopartículas de brookita
La producción industrial de brookita se ha convertido en la actividad principal de algunas empresas, entre ellas la japonesa Showa Titanium Co. Ltd., que ha patentado un método de síntesis de nanopartículas de este mineral.

#### Aplicaciones de las nanopartículas
Estas nanopartículas, con un tamaño de alrededor de 10 nanómetros, esto es, una millonésima de milímetro, son fotosensibles a cualquier tipo de luz, algo que mejora notablemente las propiedades de la anastasa, también empleada con los mismos fines que la brookita pero que sólo responde a la luz ultravioleta. Esta brookita sintética permite su utilización en sistemas de desodorización, protección frente a los agentes atmosféricos e incluso el tratamiento de aguas residuales en depuradoras.

## Transformación de la brookita en rutilo
La transformación de brookita en rutilo es un proceso que depende directamente de la temperatura y que tiene lugar mediante la recolocación de los átomos de oxígeno y titanio en la estructura cristalina. Este proceso es posible observarlo gracias a microscopios electrónicos especiales que permiten mantener las muestras a temperaturas cercanas a los 1.200 °C. durante el proceso de reacción.